# Georg Ernst von Nettelhorst
Georg Ernst von Nettelhorst (* 1703; † Juni 1757 in Glatz) war ein preußischer Oberst, Chef des Garnisonsregiments Nr. 8 sowie Erbherr von Warbelow.

## Leben
Sein Vater war der Hauptmann Dionysius von Nettelhorst. Schon mit 14 Jahren kam Georg Ernst in preußische Dienste und stieg im Leibregiment von König Friedrich Wilhelm auf. König Friedrich II. versetzte ihn als Oberstleutnant in das Infanterieregiment „Jung-Dohna“. Am 21. Mai 1743 wurde Nettelhorst zum Oberst befördert. Er nahm an den Schlesischen Kriegen und der Belagerung von Cosel teil. Bei den Gefechten in Oberschlesien erwarb er sich den Orden Pour le Mérite. 1748 erhielt er das Garnisonsregiment „Heyking“ und starb im Juni 1757 in Glatz.
Nettelhorst war mit Charlotte Helene von Trach und Birkau († Juni 1760) verheiratet. Das Paar blieb ohne Kinder.
Die Witwe heiratete 1758 den Grafen Heinrich Leopold von Reichenbach-Goschütz (1733–1805). Ihre gemeinsame Tochter Helene Charlotte Amalie erbte das Gut Warbelow nach dem Tod ihrer Mutter. Da sie früh starb, erbte nunmehr der Graf Reichenbach-Goschütz das Gut.